# ガーディアン (ゼルダの伝説)
ガーディアン（Guardian）は、任天堂製のゲームソフトゼルダの伝説 ブレス オブ ザ ワイルドに登場する、敵キャラクターである。

## 概要
ゼルダの伝説ブレスオブザワイルド及び、ゼルダ無双厄災の黙示録に登場する戦闘ロボット。本作においてリンクを発見すると紋様が赤く発光し、強力なビームを放って攻撃してくる。

### 約1万年前
1万年前、歴史の中で何度も復活しハイラルを滅ぼさんとする厄災ガノンを封印するべく、当時魔物すら驚異としないほどの高度な技術を誇っていたシーカー族は、王家とともに文明の技術を使った機械兵器、特別な力を持つ者が搭乗し高火力なビームを放つ巨大兵器の神獣、敵の位置や行動、厄災復活を検知できるシーカータワー等を開発した。単眼からビームを放つことができ、勇者の魂を持つ退魔の騎士と女神の血を引く姫巫女を援護し戦う、大量の小型機械兵がガーディアンである。
復活した厄災ガノンだが、宿敵の勇者と姫巫女だけでなくこれらの兵器を相手にしなければならず、猛撃に晒され、敢え無く当時の姫に封印された。しかしシーカーの力を危険視した王家はシーカー族を追放、従者としての地位も剥奪し兵器も地下深くへ埋めるなどして遺棄され、彼らの技術も多く喪われた。その後一族内で内紛が起こり、古代技術を捨て集落で暮らす者がある一方、王家に恨みを持った者たちはイーガ団として厄災を信仰するようになる。

### 100年前
それからハイラル王国には平穏が続いたが、王国の占い師が厄災復活を予言する。王家はカカリコ村に移り住んでいたシーカー族とともにガーディアンと神獣を発掘。ガーディアンを各地に配備させ、神獣の操り手を英傑とするなど厄災の対策を進めた。王国一の剣士リンクもマスターソードに認められ、準備は万端かと思われた。しかしゼルダは母親である王妃が病死したため封印の力に目覚められず、覚醒の仕方も王妃の代で途絶えてしまう。そしてゼルダが力に目覚めないまま彼女の17の誕生日にガノンは復活する。
地下深くから現れたガノンはガーディアンを自身の怨念で憑依させ乗っ取り、手駒として侵攻を開始した。神獣も瞬く間に操縦機関を支配され、中にいた四英傑はガノンの分身、カースガノンに殺害される。ハイラル城は真っ先に陥落、兵士が落ち延びたアッカレ砦も制圧された。ハイラルは王国を護るはずだったガーディアンたちに滅亡させられ、ゼルダを死守しハテノ砦に退却したリンクもおびただしいガーディアンの群れの前に力尽きた。だが、リンクを想うことでゼルダの力が遂に目覚め、複数のガーディアンが停止、その後朽ち果てたマスターソードはゼルダによってコログの森に安置され、重傷を負ったリンクはシーカー族によって古代の治療装・置回生の祠に運ばれ、眠りにつく。そしてゼルダはハイラル城に内封される形でガノンを封印、多くの犠牲を払いながらも100年続く仮初めの平穏を取り戻す。

### 現在（ブレスオブザワイルド）
100年間回生の祠で傷を癒やし、記憶喪失の状態で目覚めたリンク。出会った老人に、始まりの台地にある試練の祠4つをクリアするようにと言われたリンクは、祠がある東の神殿跡へと赴く。そこには朽ちたガーディアンが3体潜んでおり、初遭遇の際の専用のムービーが用意されている。始まりの台地から出ると、大量の朽ちたガーディアンの他にも歩行型・飛行型・砲台型が存在し、今なお怨念に支配されたガーディアンたちがリンクの前に立ち塞がる。

## 種類

### 朽ちたガーディアン
ゼルダの力によって強制停止されたものや、リンクによって破壊されたものが各地に点在。長年放置され朽ち果てた歩行型の残骸。近づいて調べると古代パーツを手に入れられるのだが、一部では完全に怨念が払われておらず内部が起動しているものもいる。脚部が破壊され移動はできないがビームの威力は通常通りの性能を持つ。

### 小型ガーディアン
力の試練や神獣にて警備用、若しくは訓練用に使われている小型機。小型の全機は、通常機に効かない、属性攻撃が効く。低威力のビームが攻撃手段のものもいるが一部は武装している。その中には通常のガーディアンと同等、またはそれをはるかに上回る体力を持つものもいる。怨念に支配されていないものも基本的に赤き月で復活する。

### 歩行型ガーディアン
最も有名であろうガーディアン。非常に高い悪路走破性能と耐環境性を持ち、平時は停止しているか一定範囲を巡回している。地上の敵でも屈指の機動力を誇り、距離を取ってビームを発射して攻撃する。脚部の破壊により、機動力の低下と同時に怯ませることができる。眼と底面が弱点。古代兵装・矢を弱点に当てれば、一撃で倒すことができる。また水などに弱く水か溶岩の中に完全に入ると爆発する。

### 飛行型ガーディアン
歩行型を改良して飛行を可能にしたガーディアン。個体ごとの決まった範囲を周回し、サーチライトでリンクを発見すると攻撃を開始する。センサー部を真下に向けるため、頭部中央は縦に稼働するように設計されている。底面の弱点は蓋で防御されているが古代矢を当てれば一撃で倒せる。ローターを破壊すれば落とすことができる。

### 砲台型ガーディアン
飛行型からプロペラをオミットした拠点防衛用のガーディアン。砲撃時に胴体が伸び、センサー部は頭部中央が縦に回転するため攻撃範囲が広く、真上にもビームを打つことができる。ハイラル城の各地に配備されており、飛行型から逃げている間に発見されると厄介。HPが減るなどするとビームを連射する。

### 歴戦のガーディアン
厄災の黙示録DLC第1弾「古代の鼓動」のオリジナルキャラクター。忘れ去られた神殿にて稼働しており、歴戦の名のごとく機体に刺さった武器や傷がその強さを物語っている。王立古代研究所のチャレンジを進めると戦えるようになり、倒した後、素材を提供することで使用可能になる。強力なビーム、ロッド攻撃の回避、様々な武装を使うなど、他のガーディアンとは一線を越す強さを誇る。

### テラコ
厄災の黙示録に登場するオリジナルキャラクター。卵のような形をしている。厄災ガノン復活の際、時を遡り過去へと向かった。ゼルダに懐いており戦闘中はリンクの後を追いかけてくる。笛のような音と足で指をさすなどで意思を伝える。古代遺物の力を増幅させることができ、シーカーストーンの能力を誰でも使えるようになった。

第1章ではハイラル城付近でリンクに拾われ、シーカーストーンに反応して起動しシーカータワーを出現させた。ゼルダに過去を変えるために復活後の未来から時を遡ったという事を伝え、以後リンクたちと行動を共にする。しかしハイラル城は正史と同様に落城。更に英傑たちもカースガノンに追い詰められたが、ゼルダの悲嘆する声に応え、未来から助っ人を呼び寄せ英傑たちも救わた。最終決戦にて自身を追いかけてきた憑依ガノンと対峙するが、ガノンに乗っ取られ破壊されてしまう。厄災ガノンは人形で復活しその体は攻撃を受け付けなかった。ゼルダが辛うじて攻撃を受け止めた時、霊力に反応して起動。ガノンに特攻をかけ爆散。それによってガノンはオーラを剥がされ、リンクが一刀両断しゼルダに封印された。ガノンを打ち倒すと「テラコにもう一度」というチャレンジが発生。リンクたちが集めたパーツにより復活し、真のエンディングとなる。その後はプレイアブルキャラクターとして、武器とビームで戦闘する。
| スタブアイコン | サブスタブ | この項目は、まだ閲覧者の調べものの参照としては役立たない、コンピュータゲームに関連した書きかけの項目です。この項目を加筆・訂正などしてくださる協力者を求めています（P:コンピュータゲーム/PJ:コンピュータゲーム）。 |